# Liao Muzong
Liao Muzong (chinois : 辽穆宗 ; pinyin : Liáo Mùzōng), né Yelü Ming (耶律明, yēlǜ míng) ou Yelü Jing (耶律璟, yēlǜ jĭng) en 951, est le quatrième empereur de la dynastie Liao entre 951 et 969.